# Martináč měsíčitý
Martináč měsíčitý (Actias luna) je druh motýla z čeledi martináčovití vyskytující se v severní Americe. Létá od dubna do května.

## Popis

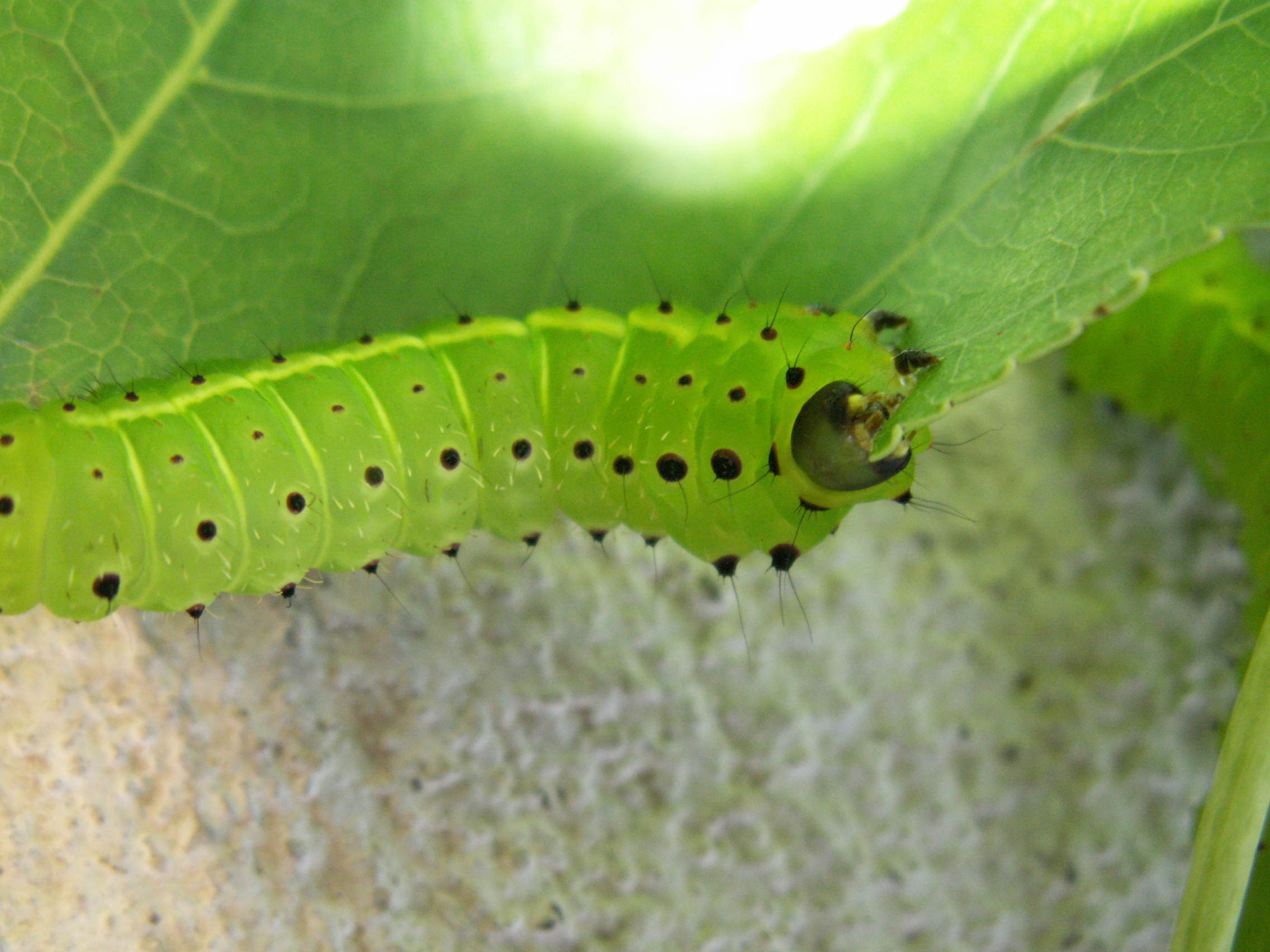
Larva

### Larva

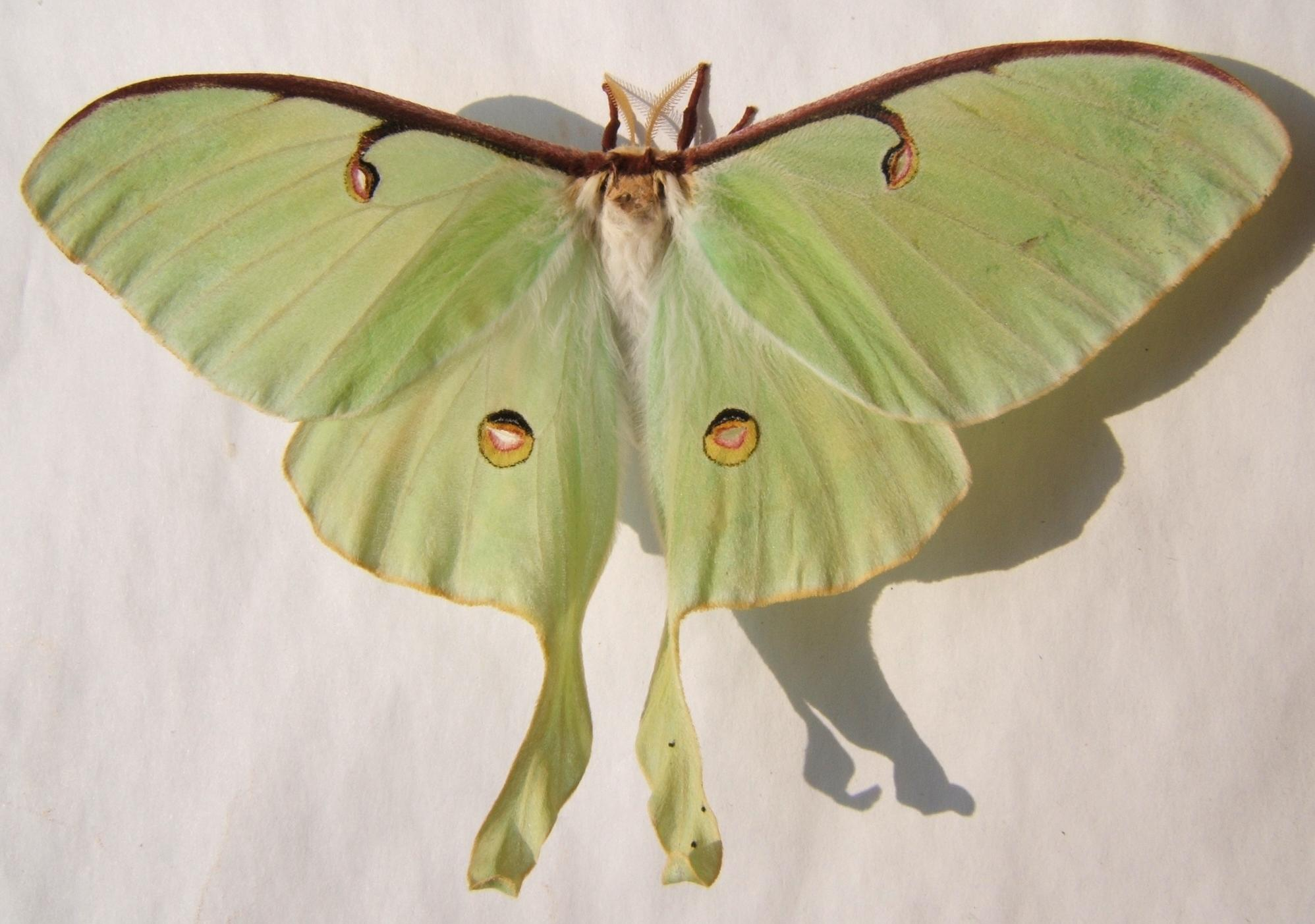
Samička

Larva je limetkově zelená s růžovými skvrnami a tenkým pruhem na břiše. Její povrch je pokryt četnými krátkými, hustými chlupy. Na bocích má spirakula (dýchací otvory), které jsou obklopeny žlutými pruhy. Larva dosahuje délky až 7,6 cm.

### Dospělec
Barva křídel martináče měsíčitého sahá od žlutozelené po mátově zelenou. Rozpětí křídel se pohybuje v rozmezí 7,5–10,5 cm. Ze zadních křídel vycházejí dva dlouhé „ocasy“, které bývají u samečků delší. Na předních i zadních křídlech jsou dvě kruhovité skvrny. Samčí tykadla bývají širší než samičí.

## Potrava

### Larva
Larvy martináče měsíčitého se živí na rostlinách z rodu bříza, ořešák, škumpa a ambroň.

### Dospělec
Dospělci martináče měsíčitého nejedí, protože jejich jediným cílem je se rozmnožit. Z tohoto důvodu jim k dospělosti zaniká ústní otvor a trávicí ústrojí. Žijí tedy krátce, jen asi jeden týden.

## Predátoři
Přirozenými predátory martináče měsíčitého jsou netopýři. Aby se před nimi ochránili, stáčí martináči své „ocasy“ do kruhů, což netopýry dezorientuje.

## Výskyt
Martináč měsíčitý se nachází na východě Spojených států amerických, částech Kanady a také z malé části v Mexiku. Obývá listnaté lesy a parky.